# Walther von Jagow
Walther von Jagow (né le 19 août 1867 à Perleberg et mort le 27 mars 1928 à Potsdam) est un général de cavalerie allemand.

## Biographie
Walther von Jagow est issu de la famille noble d'Altmark von Jagow et est le plus jeune fils de Julius von Jagow.
Le 18 mars 1887, il rejoint le 3e régiment de hussards « von Zieten » en tant qu'élève-officier. Là, il est promu sous-lieutenant le 19 septembre 1888 et premier lieutenant le 27 janvier 1897. À ce titre, Jagow est nommé commandant d'escadron à partir du 12 juin 1901 et promu en même temps capitaine. Du 25 juillet 1904 au 17 octobre 1909, il travaille comme professeur à l'Institut d'équitation militaire de Hanovre puis comme adjudant de la 3e inspection de l'armée. Ici, il est promu major le 21 avril 1911. Jagow rejoint ensuite l'état-major du 5e régiment de dragons le 18 avril 1913 et est nommé commandant du 7e régiment de dragons de réserve avec le déclenchement de la Première Guerre mondiale.
Ainsi, il est utilisé pour la première fois sur le front occidental lors des batailles de Neufchâteau et de Longwy. est nommé commandant de son régiment régulier le 15 janvier 1915, continue à servir sur le front occidental puis vient avec son unité sur le front de l'Est en septembre 1915. Là, il participe à la campagne contre la Serbie et est transféré sur le front occidental après la fin des combats. En tant que lieutenant-colonel (depuis le 6 juin 1916), il prend la direction du 16e régiment d'infanterie de réserve le 15 janvier 1918 puis du 30e commandement de fusiliers de cavalerie le 7 septembre. Dans ce rôle, Jagow est promu colonel le 20 septembre 1918.
Après la fin de la guerre, Jagow redevient commandant du 3e régiment de hussards le 18 décembre 1918, reprend le 11e régiment de cavalerie le 1er mai 1919 puis le 16 mai 1920 le 16e régiment de cavalerie à Cassel. Le 1er juin 1922, il est transféré à l'état-major du commandant d'infanterie II à Stettin. Après sa promotion au grade de major général le 1er janvier 1923, il est nommé commandant d'infanterie II un mois plus tard. Cependant, il ne conserve cette affectation que pendant une courte période et est remplacé trois mois plus tard et nommé commandant de la 1re division de cavalerie à Francfort-sur-l'Oder. À ce titre, il est promu lieutenant général le 1er avril 1925. Jagow est relevé de son poste le 30 avril 1927 et est simultanément promu général de cavalerie, démis du service actif et prend sa retraite.
Jagow est un chevalier légal de l'Ordre de Saint-Jean.

## Récompenses
- Ordre de l'Aigle rouge de 4e classe[6]
- Ordre de la Couronne de 4e classe[6]
- Croix de décoration du service prussien[6]
- Croix de chevalier 1re classe de l'ordre d'Albert[6]
- Croix d'Honneur de la Maison de Lippe de 3e classe[6]
- Croix de chevalier 1re classe de l'ordre de Frédéric[6]
- Croix de chevalier de l'Ordre de la Maison royale de Hohenzollern avec épées[5]
- Croix de fer (1914) 2e et 1re classe[5]
- Ordre du Mérite militaire bavarois de 3e classe avec des épées[5]
- Croix du Mérite de guerre de Brunswick de 1re classe[5]
- Croix du Mérite militaire autrichienne de 3e classe avec décoration de guerre[5]
- Étoile de Gallipoli[5]